# Roger Lambrecht (cyclisme)
Pour les articles homonymes, voir Lambrecht.
Roger Lambrecht, né le 1er janvier 1916 à Sint-Joris-ten-Distel et mort le 4 août 1979 à Guipavas (Finistère) en France, est un coureur cycliste belge. Professionnel de 1945 à 1954, il a notamment remporté deux étapes du Tour de France, en 1948 et 1949.

## Palmarès
- 1946
  - Circuit de l'Aulne
  - 3e du Grand Prix Pierre Le Doaré
- 1947
  - Circuit du Finistère :
    - 2e étape
    - 2e du classement général

  - 6e étape du Tour de l'Ouest
  - 2e du Circuit de l'Aulne
  - 2e de Nantes-Angers-Nantes
  - 2e du Grand Prix des Alliés
  - 3e du Grand Prix d'Espéraza
- 1948
  - 17e étape du Tour de France
  - 2e étape du Critérium Maine-Normandie-Anjou
  - Dijon-Lyon
  - 2e du Critérium Maine-Normandie-Anjou
  - 4e du Critérium du Dauphiné libéré
  - 7e du Tour de France
- 1949
  - 2e étape du Tour de France
  - 2e étape du Critérium du Dauphiné libéré
- 1952
  - Circuit du Finistère :
    - 2e étape
    - 2e du classement général

## Résultats sur le Tour de France
3 participations
- 1948 : 7e, vainqueur de la 17e étape,  maillot jaune pendant deux étapes
- 1949 : 11e, vainqueur de la 2e étape,  maillot jaune pendant une étape
- 1950 : 13e